# 2-(2-Méthoxyéthoxy)éthanol
Le 2-(2-méthoxyéthoxy)éthanol, ou diéthylène glycol monométhyl éther (DEGME), est un composé chimique de formule CH3OCH2CH2OCH2CH2OH. Il se présente sous la forme d'un liquide incolore hygroscopique, combustible mais peu inflammable, faiblement volatil (son point d'ébullition est élevé) et entièrement miscible avec l'eau. Il est  produit par réaction du méthanol CH3OH et de l'oxyde d'éthylène C2H4O.
Du 2-(2-méthoxyéthoxy)éthanol est couramment ajouté au kérosène comme antigel. Il est également utilisé comme additif pour les revêtements par poudre et comme solvant pour les encres d'imprimerie, pour tampons et pour stylos à bille, ainsi que pour la teinture du cuir.